# Desa Wangunrejo (administrativ by i Indonesien, Jawa Tengah, lat -6,78, long 110,98)
Desa Wangunrejo är en administrativ by i Indonesien.   Den ligger i provinsen Jawa Tengah, i den västra delen av landet, 500 km öster om huvudstaden Jakarta.